# تو بهار طلایی من هستی
تو بهار طلایی من هستی (به تامیلی: Neethaane En Ponvasantham) فیلمی محصول سال ۲۰۱۲ و به کارگردانی گاتام منون است. در این فیلم بازیگرانی همچون جیوا، سامانتا روت پرابو، ویدولکا رامان، سانتانام، نانی ایفای نقش کرده‌اند.